# Gasa
Gasa (dzong. མགར་ས་རྫོང་ཁག) – jeden z 20 dystryktów (dzongkhagów) w Bhutanie. Znajduje się w północnej części kraju, położony jest w obrębie Himalajów, graniczy z Tybetańskim Regionem Autonomicznym. W granicach tego dystryktu mieszczą się najwyższe szczyty górskie kraju, w tym Gankhar Puensum, czyli najwyższy niezdobyty szczyt świata. Powierzchnia Gasa wynosi 3081.77 km² zaś populacja liczy 2970 osób.

## Geografia
Większość powierzchni dzongkhagu Gasa położona jest powyżej 3000 m n.p.m. U podnóży wysokogórskich szczytów znajduje się ponad sto jezior polodowcowych, zasilających główne systemy rzeczne Bhutanu. Panują tam długie i mroźne zimy oraz krótkie lato. 
Cały dystrykt wchodzi w skład Parku Narodowego Dżigme Dordżi. 68% powierzchni zajmują lasy.    
Region jest odwiedzany przez turystów ze względu na znajdujące się tam gorące źródła, jak również z uwagi na przebiegający tam najdłuższy i najtrudniejszy górski szlak turystyczny Bhutanu (Snowman Trek), wyznaczony przez pasterzy jaków. Wysokogórskie położenie utrudnia rolnictwo, aczkolwiek istnieją programy rządowe mające na celu popularyzację hodowli, np. gorczycy. Dominuje hodowla jaków. Region jest zelektryfikowany, a elektryfikacja zakończyła się w 2012.